# العلاقات الألمانية السلوفاكية
العلاقات الألمانية السلوفاكية هي العلاقات الثنائية التي تجمع بين ألمانيا وسلوفاكيا.

## مقارنة بين البلدين
هذه مقارنة عامة ومرجعية للدولتين:
| وجه المقارنة                                              | ألمانيا                                                                              | سلوفاكيا                                                       |
| --------------------------------------------------------- | ------------------------------------------------------------------------------------ | -------------------------------------------------------------- |
| المساحة (كم2)                                             | 357.41 ألف                                                                           | 49.03 ألف                                                      |
| عدد السكان (نسمة)                                         | 81.29 مليون                                                                          | 5.44 مليون                                                     |
| الكثافة السكانية (ن./كم²)                                 | 227.44                                                                               | 110.95                                                         |
| العاصمة                                                   | بون، برلين                                                                           | براتيسلافا                                                     |
| اللغة الرسمية                                             | اللغة الألمانية                                                                      | اللغة السلوفاكية                                               |
| العملة                                                    | يورو، مارك ألماني                                                                    | كرونة سلوفاكية، يورو                                           |
| الناتج المحلي الإجمالي (بليون دولار)                      | 3.68 تريليون                                                                         | 95.77 مليار                                                    |
| الناتج المحلي الإجمالي (تعادل القوة الشرائية) بليون دولار | 3.92 تريليون                                                                         | 162.34 مليار                                                   |
| الناتج المحلي الإجمالي الاسمي للفرد دولار أمريكي          | 41.31 ألف                                                                            | 16.09 ألف                                                      |
| الناتج المحلي الإجمالي للفرد دولار أمريكي                 | 46.40 ألف                                                                            | 30.46 ألف                                                      |
| مؤشر التنمية البشرية                                      | 0.926                                                                                | 0.844                                                          |
| رمز المكالمات الدولي                                      | +49                                                                                  | +421                                                           |
| رمز الإنترنت                                              | .de                                                                                  | .sk                                                            |
| المنطقة الزمنية                                           | توقيت وسط أوروبا، ت ع م+01:00، ت ع م+02:00، توقيت أوروبا الوسطى المعياري (ت غ م +1) ‏ | توقيت وسط أوروبا، ت ع م+01:00، ت ع م+02:00، أوروبا/براتيسلافا ‏ |

## مدن متوأمة
في ما يلي قائمة باتفاقيات التوأمة بين مدن ألمانية وسلوفاكية:
- ترتبط آشرسليبن مع ترينتشياسكي تيبليسي باتفاقية توأمة منذ 18 سبتمبر 2010.[17][17][18][19]
- ترتبط آرترن مع توبولتشاني باتفاقية توأمة.
- ترتبط زانغرهاوزن مع ترنافا باتفاقية توأمة منذ 1983.
- ترتبط رمشايد مع بريشوف باتفاقية توأمة.
- ترتبط آلسفلد مع سبيشسكا نوفا فيس باتفاقية توأمة.
- ترتبط فايلبورغ مع كيجماروك باتفاقية توأمة.
- ترتبط أولم مع براتيسلافا باتفاقية توأمة منذ 1986.
- ترتبط باد كروتسينغن مع بوينيتسى باتفاقية توأمة.
- ترتبط هيربولتسهايم مع كرمنيتسا باتفاقية توأمة.
- ترتبط بريمن مع براتيسلافا باتفاقية توأمة منذ 1976.[20][20][20]
- ترتبط هلبرشتات مع بانسكا بيستريتسا باتفاقية توأمة منذ 1989.
- ترتبط كوتبوس مع كوشيتسه باتفاقية توأمة منذ 1967.
- ترتبط موشلن مع نوفا بانا باتفاقية توأمة.
- ترتبط غوتا مع مارتن باتفاقية توأمة منذ 1988.
- ترتبط Teistungen [الإنجليزية]‏ مع دبشينا باتفاقية توأمة.
- ترتبط كلاوستال تسيللرفيلد مع سبيشسكا نوفا فيس باتفاقية توأمة منذ 1972.
- ترتبط فايسنفلس مع كومارنو باتفاقية توأمة.
- ترتبط باد كوتستينغ مع زفولن باتفاقية توأمة.
- ترتبط فوبرتال مع كوشيتسه باتفاقية توأمة منذ 15 يونيو 1993.

## منظمات دولية مشتركة
يشترك البلدان في عضوية مجموعة من المنظمات الدولية، منها:
| علم المنظمة | اسم المنظمة                               | تاريخ انضمام ألمانيا | تاريخ انضمام سلوفاكيا |
| ----------- | ----------------------------------------- | -------------------- | --------------------- |
|             | مؤسسة التمويل الدولية                     | 20 يوليو 1956        | 1993                  |
|             | يونسكو                                    | 11 يوليو 1951        | 9 فبراير 1993         |
|             | مجموعة أستراليا                           | 1985                 | 1994                  |
|             | مركز تنسيق الحركة في أوروبا ‏              | ?                    | ?                     |
|             | مجموعة الموردين النوويين                  | ?                    | ?                     |
|             | الوكالة الدولية للطاقة                    | ?                    | ?                     |
|             | مؤسسة التنمية الدولية                     | 24 سبتمبر 1960       | 1993                  |
|             | منظمة التعاون الاقتصادي والتنمية          | 27 سبتمبر 1961       | ?                     |
|             | المركز الدولي لتسوية المنازعات الاستشارية | 18 مايو 1969         | 26 يونيو 1994         |
|             | وكالة ضمان الاستثمار متعدد الأطراف        | 12 أبريل 1988        | 1993                  |
|             | منظمة حظر الأسلحة الكيميائية              | 29 أبريل 1997        | ?                     |
|             | الاتحاد الدولي للاتصالات                  | 1866                 | 23 فبراير 1993        |
|             | الأمم المتحدة                             | 18 سبتمبر 1973       | 19 يناير 1993         |
|             | منظمة الشرطة الجنائية الدولية             | ?                    | ?                     |
|             | البنك الدولي للإنشاء والتعمير             | 14 أغسطس 1952        | 1993                  |
|             | منظمة الأمن والتعاون في أوروبا            | 25 يونيو 1973        | 1993                  |
|             | الاتحاد البريدي العالمي                   | 1 يوليو 1875         | ?                     |
|             | حلف شمال الأطلسي                          | 9 مايو 1955          | 29 مارس 2004          |
|             | منظمة التجارة العالمية                    | ?                    | ?                     |
|             | الفريق المعني برصد الأرض                  | ?                    | ?                     |
|             | المنظمة الأوروبية لسلامة الملاحة الجوية   | 1960                 | 1997                  |
|             | الاتحاد الأوروبي                          | 25 مارس 1957         | 1 مايو 2004           |
|             | اتفاقية السماوات المفتوحة                 | ?                    | ?                     |

## أعلام
هذه قائمة لبعض الشخصيات التي تربطها علاقات بالبلدين:
- أدولف شيرير (لاعب كرة قدم سلوفاكي، 5 مايو 1938[48] – )
- أنطون جافل (لاعب كرة سلة ألماني، 24 أكتوبر 1984 – )
- إيرنست كلادني (فيزيائي ورياضي وموسيقي ألماني، 30 نوفمبر 1756[49][50] – 3 أبريل 1827[49][50])
- بافول هوخشورنر (كاياكير سلوفاكي، 7 سبتمبر 1979 – )
- جوليا فيشر (15 يونيو 1983 – )
- رادوسلاف أنتل (لاعب كرة يد سلوفاكي، 3 فبراير 1978 – )
- رودولف شوستر (4 يناير 1934 – )
- ريتشارد شتوشل (لاعب كرة يد سلوفاكي، 17 ديسمبر 1975 – )
- فلاديمير فايس (22 سبتمبر 1964[51] – )
- فيليب أنتون لينارد (فيزيائي ألماني، 7 يونيو 1862[52][53][54] – 20 مايو 1947[52][53][54])
- لوبوش هانزل (لاعب كرة قدم سلوفاكي، 7 مايو 1987[55] – )
- لينا ماير-لاندروت (23 مايو 1991[56][57][58] – )
- ميروسلاف ستوخ (لاعب كرة قدم سلوفاكي، 19 أكتوبر 1989[59] – )
- ميروسلاف كونينغ (لاعب كرة قدم سلوفاكي، 1 يونيو 1972[60] – )

## وصلات خارجية
- موقع وزارة الخارجية الألمانية
- موقع وزارة الخارجية السلوفاكية